# Catephia xylosis
Catephia xylosis är en fjärilsart som beskrevs av Louis Beethoven Prout 1925. Catephia xylosis ingår i släktet Catephia och familjen nattflyn. Inga underarter finns listade i Catalogue of Life.